# 標準L-函数
数論において、標準L-函数(standard L-function)という用語は、ロバート・ラングランズ(Robert P. Langlands)により保型L-函数の特別なタイプとして使われた

。ここに、「標準」とは行列群としてL-群の標準表現である有限次元表現を意味する。

## 他の L-函数との関係
標準L-函数は、最も一般的な L-函数のタイプと考えられる。それらは予想として、すべての L-函数の例を含んでいると考えられ、特にセルバーグクラスと一致すると考えられている。さらに、任意の数体上のすべての L-函数は、有理数体 Q 上の一般線型群 GL(n) の標準 L-函数であると広く考えられている。保型形式の理論はときに L-函数の構造を与えることがあるので、標準 L-函数が L-函数に関するステートメントを検証することに有益な道具となっている。

## 解析的性質
これら標準 L-函数は、ロジェ・ゴドマン(Roger Godement)とハーベ・ジャケ(Hervé Jacquet)により常に整関数であることが証明されが、唯一の例外がリーマンゼータ函数で、n = 1 のときに発生する。別証明は、後日、フレドーン・シャヒーディ(Freydoon Shahidi)により、ラングランズ＝シャヒーディの方法を使って行われた。より広い議論は、Gelbart & Shahidi (1988) を参照。